# سامرساید (اوهایو)
سامرساید (به انگلیسی: Summerside) یک منطقهٔ مسکونی در ایالات متحده آمریکا است که در شهرستان کلرمونت، اوهایو واقع شده‌است. سامرساید ۵٫۴۲ کیلومتر مربع مساحت و ۵٬۰۸۳ نفر جمعیت دارد و ۲۶۸ متر بالاتر از سطح دریا واقع شده‌است.